# La Grenouillère
La Grenouillère este o pictură în ulei pe pânză realizată de Auguste Renoir în 1869 și aflată în prezent la Nationalmuseum din Stockholm. Aceasta înfățișează „camembert”, o insulă mică unde este plantat un singur copac, legată de Île de la Grenouillère prin pasarelă (în partea stângă a picturii) și prin restaurantul plutitor La Grenouillère, la modă la acea vreme, și de bărci închiriate la Croissy-sur-Seine⁠(d) lângă Bougival.
A fost pictată în primele zile ale impresionismului, în același timp cu Băi la La Grenouillère a lui Claude Monet, cei doi prieteni și colegi săraci stând unul lângă altul. 